# Nanqiao (köpinghuvudort i Kina, Hainan Sheng, lat 18,67, long 110,14)
Nanqiao är en köpinghuvudort i Kina. Den ligger i provinsen Hainan, i den södra delen av landet, omkring 150 kilometer söder om provinshuvudstaden Haikou. Antalet invånare är 10 582. Befolkningen består av 4 715 kvinnor och 5 867 män. Barn under 15 år utgör 20,0 %, vuxna 15-64 år 72 %, och äldre över 65 år 6,0 %.
Runt Nanqiao är det tätbefolkat, med 356 invånare per kvadratkilometer. Närmaste större samhälle är Guangpo, 16,7 km sydväst om Nanqiao. I omgivningarna runt Nanqiao växer i huvudsak städsegrön lövskog.
Genomsnittlig årsnederbörd är 2 185 millimeter. Den regnigaste månaden är september, med i genomsnitt 364 mm nederbörd, och den torraste är januari, med 20 mm nederbörd.